# La Flamme d'amour
Pour plus de détails, voir Fiche technique et Distribution.
La Flamme d'amour (titre original : The Magic Flame) est un film muet américain réalisé par Henry King, sorti en 1927.

## Synopsis
Bianca, la star du trapèze du cirque Baretti, aime Tito, le clown, et subit les avances du prince héritier d'Illyria, qui se fait appeler le Comte Cassati. Le prince poursuit aussi de ses assiduités la femme d'un propriétaire terrien des environs, et tue son mari lorsque celui-ci les trouve ensemble. Rendu fou par les refus   constants de Bianca, le prince la fait venir dans son hôtel particulier à l'aide d'une fausse lettre, mais elle s'en évade par la fenêtre grâce à ses talents de gymnaste. Tito vient à son aide et lors d'une lutte avec le prince le fait tomber à la mer à travers une fenêtre. D'une ressemblance étonnante avec le prince, Tito assume cette nouvelle identité pour éviter les poursuites. Comme elle croit que Tito a été tué par le prince, Bianca quitte le cirque pour assouvir sa vengeance. Lors du couronnement, elle est sur le point d'assassiner le "prince" lorsque celui-ci lui révèle sa véritable identité. Ensemble ils rejoignent alors le cirque.

## Fiche technique
- Titre original : The Magic Flame
- Réalisation : Henry King
- Scénario : Bess Meredyth, d'après le roman König Harlekin de Rudolph Lothar
- Direction artistique : Carl Oscar Borg
- Photographie : George S. Barnes
- Montage : Viola Lawrence
- Chanson : "The Magic Flame", paroles et musique de Sigmund Spaeth, adaptée de la "Sérénade" d'Enrico Toselli
- Producteur : Samuel Goldwyn
- Société de production : Samuel Goldwyn Productions
- Société de distribution : United Artists
- Pays de production :  États-Unis
- Langue : anglais
- Format : Noir et blanc - 35 mm - 1,37:1 - Muet
- Genre : Comédie dramatique
- Durée : 9 bobines
- Date de sortie :
  - États-Unis : 26 août 1927

## Distribution
- Ronald Colman : Tito / le comte
- Vilma Bánky : Bianca
- Agostino Borgato : Monsieur Loyal
- Gustav von Seyffertitz : le chancelier
- Harvey Clark : l'aide de camp
- Shirley Palmer : la femme
- Cosmo Kyrle Bellew : le mari
- George Davis : l'ouvrier d'entretien
- André Cheron : le directeur
- Vadim Uraneff : le visiteur
- Meurnier-Surcouf : l'avaleur de sabres
- Paoli : l'homme fort